# Szembekowie herbu własnego
Szembekowie – polski ród mieszczański i szlachecki herbu własnego pochodzenia niemieckiego. 
Protoplastą rodu był Bartłomiej, który przybył do Lwowa ze Standell w Brandenburgii, a w 1544 roku przyjął prawo miejskie w Krakowie. Pierwsze pokolenia Szembeków zajmowały się handlem, bankierstwem i górnictwem, prowadząc interesy na terenie Rzeczypospolitej. Prawnuk protopolasty rodu Franciszek Szembek został pierwszym w rodzie senatorem. Późniejsi przedstawiciele rodu wstydzili się mieszczańskiego pochodzenia i pomijali je w genealogiach rodowych.
W ciągu XVII i XVIII wieku Szembekowie weszli do grona magnaterii Rzeczypospolitej, przede wszystkim dzięki karierom członków rodu w hierarchii Kościoła katolickiego. Z rodu Szembeków pochodziło: dwóch prymasów, sześciu biskupów, jeden kanclerz wielki koronny, jeden sekretarz wielki koronny, dwóch wojewodów, sześciu kasztelanów oraz pięciu generałów. Głównym twórcą potęgi rodu był Jan Szembek kanclerz wielki koronny, kierujący polityką państwa w czasach Augusta II. W 1816 roku Józef Ignacy Szembek uzyskał pruski tytuł hrabiowski.
Przedstawiciele rodu:
- Franciszek Szembek (zm. 1693) – starosta krakowski
- Stanisław Szembek (1650–1721) – arcybiskup gnieźnieński i prymas Polski (1706–1721)
- Jan Szembek (?–1731) – podkanclerzy koronny, kanclerz wielki koronny, marszałek Sejmu I Rzeczypospolitej.
- Józef Szembek (?–1765) – chorąży ostrzeszowski
- Krzysztof Antoni Szembek (1667–1748) – biskup inflancki (od 1711), biskup poznański (1717–1719), kujawski (1719–1739), arcybiskup gnieźnieński i prymas Polski i Litwy (1739–1748).
- Krzysztof Andrzej Jan Szembek (1680–1740) – biskup chełmski (1713–1719), przemyski (1719–1724) oraz warmiński (1724–1740). 8 września 1717 r. dokonał koronacji obrazu MB Częstochowskiej na Jasnej Górze
- Paula Szembek (1737–1798) – matka trzech wybitnych synów: Feliks Łubieński, Antoni Protazy Potocki, oraz Michał Kleofas Ogiński
- Józef Ignacy Szembek (1740–1835) – cześnik ostrzeszowski, starosta ostrzeszowski, odznaczony Orderem Orła Białego (1792 r.), ojciec Piotra Szembeka
- Piotr Szembek (1788–1866) – generał dywizji wojsk polskich w 1831. W powstaniu listopadowym (1830–1831) gubernator Warszawy, członek Rady Wojennej. Wsławił się obroną Grochowa.
- Aleksander Szembek (1815–1884) – syn gen. Piotra Szembeka
- Piotr Szembek syn Aleksandra (1843–1896) – poseł do parlamentu niemieckiego

- Jan Szembek (1881–1945) – polski dyplomata, poseł RP w Budapeszcie (1919), poseł w Brukseli (1925–1927), poseł w Bukareszcie (1927–1932), wiceminister spraw zagranicznych (1932–1939).
- Jadwiga Szembek (1883–1939) – etnografka, archeolog, poetka, malarka. Zginęła dobrowolnie stając przy mężu (Leon Józef Szeptycki) przed plutonem egzekucyjnym we wrześniu 1939 r. w Przyłbicach.